# NGC 869
NGC 869 es un cúmulo abierto localizado a 7600 años luz en la constelación de Perseo. El cúmulo tiene una edad aproximada de 13 millones de años. Es el más occidental del Doble Cúmulo con NGC 884. Localizados en la asociación Perseo OB1 ambos cúmulos están físicamente uno cerca del otro, a solo unos cientos de años luz de distancia. Los cúmulos fueron registrados por primera vez por Hiparco de Nicea, pero es probable que se conozcan desde la antigüedad.
El Doble Cúmulo es un favorito de los astrónomos aficionados. Estos cúmulos brillantes a menudo se fotografían o se observan con pequeños telescopios. Fáciles de encontrar, son visibles a simple vista entre las constelaciones de Perseo y Casiopea como una mancha brillante en el cielo de invierno de la Vía Láctea.
Con pequeños telescopios el cúmulo aparece como un hermoso conjunto de estrellas brillantes localizadas en un rico campo estelar. Dominado por estrellas azules brillantes el cúmulo también alberga unas cuantas estrellas naranjas que añaden interés visual.
A veces conocido como h Per esta denominación probablemente se refiere a una estrella cercana más tenue.